# Heleioporus australiacus
La rana excavadora gigante (Heleioporus australiacus) es una especie  de anfibios de la familia Limnodynastidae.

## Distribución geográfica
Se encuentra en Australia.

## Estado de conservación
Se encuentra amenazada de extinción por la pérdida de su hábitat natural.